# 34233 Caldwell
34233 Caldwell è un asteroide della fascia principale. Scoperto nel 2000, presenta un'orbita caratterizzata da un semiasse maggiore pari a 2,7738085 au e da un'eccentricità di 0,0599076, inclinata di 5,47712° rispetto all'eclittica.